# Monument au 106e régiment d'infanterie
Le monument au 106e régiment d'infanterie est un monument commémoratif de la Première Guerre mondiale, situé sur le territoire de la commune des Éparges, dans le département de la Meuse.

## Histoire
Aux Éparges, Français et Allemands se sont affrontés dans des batailles meurtrières pendant la Grande Guerre pour dominer la crête au nord du saillant de Saint-Mihiel. Le 106e régiment d'infanterie (106e RI) a combattu pendant la bataille des Éparges de 1915. Le bilan humain des combats fut lourd pour le régiment : 300 tués, 300 disparus et 1 000 blessés.
Le monument commémoratif fut le dernier des monuments construits durant l'entre-deux-guerres, sur la crête des Éparges, à l'initiative de l'Association des anciens combattants du 106e R.I. Il a été inauguré le 30 juin 1935.
Le 26 mai 2015, des promeneurs ont constaté le vol de la sculpture en bronze au bas du monument.

## Caractéristiques
Ce monument est l’œuvre de Maxime Réal del Sarte, ancien combattant des Éparges où il perdit un bras. Il est dédié aux soldats du 106e régiment d'infanterie, morts au combat aux Éparges.

De forme pyramidale, le monument en pierre blanche est dominé par une tête humaine sculptée portée par des mains décharnées sculptées. Des croix, des os, des crânes ajoutent à la morbidité de l'œuvre. Sous la tête a été gravée l'inscription : 

« Je crois »

Sur un côté gauche a été gravée une citation de l'écrivain et académicien Maurice Genevoix, ancien combattant, blessé aux Éparges : 

« Vous qui avez pris votre vie à deux mains et l'avez portée d'un élan jusqu'aux lèvres de l'entonnoir sous les balles. »

La sculpture, en bronze au bas du monument représente la France casquée tenant dans ses bras un poilu expirant, les bras en croix.

Au pied du monument, sur une plaque de marbre a été inscrite cette dédicace : 

« Les revenants du 106e R.I. à leurs camarades »

. La nécropole nationale du Trottoir où sont inhumés des morts du régiment, est situé non loin, en contrebas du monument.